# Deno Davie
Deno Davie (* 22. Mai 1965 in Macclesfield) ist ein ehemaliger britischer Radrennfahrer und nationaler Meister im Radsport.

## Sportliche Laufbahn
Davie war im Bahnradsport und im Straßenradsport aktiv. Bei den Commonwealth Games 1986 gewann er mit Alan Gornall, Keith Reynolds und Paul Curran die Goldmedaille im Mannschaftszeitfahren. 1984 siegte er in der Tour of the Cotswolds vor Peter Longbottom. In Australien holte er einen Etappensieg im Commonwealth Bank Cycle Classic. 1986 siegte er in der nationalen Meisterschaft im Straßenrennen vor John Clay. Im Amateurrennen der UCI-Straßen-Weltmeisterschaften 1987 kam er auf den 7. Rang und war damit bester Brite, 1988 kam er auf den 78. Platz.
In der Mannschaftsverfolgung gewann Davie 1984 das britische Meisterschaftsrennen mit Paul Curran, Darryl Webster und Martin Webster.
1988 wurde er Berufsfahrer und blieb bis 1989 als Radprofi im italienischen Radsportteam Carrera aktiv. 1988 wurde er 8. im Giro dell’Emilia. In der Trofeo Matteotti wurde er 1989 10. Die Vuelta a España fuhr Davie zweimal. 1988 wurde er 100., 1989 116. der Gesamtwertung.